# Гроза (Гомельський район)
Гроза (біл. Граза) — селище в Зябровській сільраді Гомельського району Гомельської області Білорусі.

## Географія

### Розташування
За 16 км на південний схід від Гомеля і за 2 км від залізничної станції Зябровка на лінії Гомель — Тереховка.

## Транспортна мережа
Автомобільна дорога Зябровка — Гомель.
У цьому селі 19 житлових будинків (2004).
Планування з 2 коротких, широтних вулиць. Забудова двостороння. Житлові будинки дерев'яні, садибного типу.

### Вулиці
- 8 Травня
- Пушкіна

## Історія
Засноване на початку XX століття переселенцями з сусідніх сіл.
У 1926 році в селищі працювало відділення зв'язку, в складі Логойської сільської ради Носовицького району Гомельського округу. У 1931 році організований колгосп.

#### Німецько-радянська війна
Під час німецько-радянської війни на фронтах загинуло 19 жителів селища.

## Населення

### Чисельність
- 2004 — 19 дворів, 25 жителів.

## Відомі уродженці
- Данильченко, Анатолій Борисович (1940–2001) — радянський і російський письменник.